# La Bâthie
La Bâthie ist eine französische Gemeinde mit 2.168 Einwohnern (Stand: 1. Januar 2022) im Département Savoie in der Region Auvergne-Rhône-Alpes. La Bâthie gehört zum Kanton Albertville-1 im Arrondissement Albertville.

## Geografie

### Lage
La Bâthie liegt auf 363 m am Ostufer der Isère in der historischen Provinz Tarentaise, etwa 42 Kilometer östlich der Präfektur Chambéry, 67 Kilometer südsüdöstlich der Stadt Genf und 75 Kilometer nordöstlich der Stadt Grenoble (Luftlinie). Umgeben wird La Bâthie von den Nachbargemeinden Tours-en-Savoie im Norden, Beaufort im Osten und Nordosten, Cevins im Süden und Südosten, Saint-Paul-sur-Isère im Süden und Südwesten sowie Esserts-Blay im Westen.

### Topographie
Die Fläche des 22,45 km² großen Gemeindegebiets umfasst reicht von der Mitte des Isère-Tals, an dessen rechtem Rand sich der Ortskern befindet, bis hinauf in das Hochgebirge des Beaufortain-Massiv mit Erhebungen weit über 2000 m. Der Talabschnitt von La Bâthie wird von zwei kleinen Gebirgszuflüssen der Isère begrenzt, dem Nant Varin im Norden und Bénétant im Süden. Der Gemeindeboden erreicht seinen höchsten Punkt auf der 2460 m hohen Pointe de la Grande Journée. Damit reichen weite Teile der Gemeinde über die Waldgrenze hinaus, die hier bei etwa 1800 m liegt. Insgesamt liegt der Waldanteil an der Gemeindefläche bei 57,3 %, derjenige mit Gras und niedrigem Bewuchs bei 15,7 %, Fels und Schneeflächen bei 8,3 %.

### Gemeindegliederung
Zu La Bâthie gehören neben dem eigentlichen Ortskern auch mehrere Weilersiedlungen und Gehöfte, darunter:
- Biorges (600 m) auf einem Hangabsatz am Nordrand der Gemeinde,
- Saint-Didier (380 m) am Rand des Talbodens in der Nähe des Château de Chantemerle,
- Arbine (384 m) südlich und im Anschluss von La Bâthie,
- Langon (377 m) am Südrand der Gemeinde.

## Geschichte
Die Tarantaise war schon vor der Römerzeit vom keltischen Volk der Ceutronen besiedelt. Der Weiler Arbine ist neben Tours-en-Savoie einer der beiden möglichen Orte für das römische Obilonna oder Obilinum, das auf der Tabula Peutingeriana verzeichnet ist.
La Bâthie erschien im Mittelalter erstmals 1287 in den Urkunden unter Actum apud Bastiam in castro, der Name bezeichnet eine aus dem Boden gestampfte, befestigte Siedlung. Lange Zeit war es die Residenz eines Erzbischofs, als solche wurde der Ort 1324 urkundlich erwähnt (Apud Bastiam in castro in camera domini archiepiscopi). Im 16. und 18. Jahrhundert schrieb sich der Ort La Bastie und La Bastie-en-Tarentaise. Die heutige Schreibweise mit „h“ ist ungewöhnlich im Vergleich mit ähnlichlautenden Orten in Frankreich und setzte sich erst im 19. Jahrhundert durch. Der Weiler Arbine wurde 1347 erstmals in mittelalterlichen Urkunden erwähnt im Zusammenhang mit Mühlen (Les moulins d’Ablonaz).

## Bevölkerung
| Jahr                       | 1962 | 1968 | 1975 | 1982 | 1990 | 1999 | 2006 | 2016 |
| -------------------------- | ---- | ---- | ---- | ---- | ---- | ---- | ---- | ---- |
| Einwohner                  | 1617 | 1690 | 1744 | 1791 | 1880 | 2022 | 2080 | 2176 |
| Quellen: Cassini und INSEE |      |      |      |      |      |      |      |      |

Mit 2168 Einwohnern (Stand 1. Januar 2022) gehört La Bâthie zu den mittelgroßen Gemeinden des Départements Savoie. Nachdem die Einwohnerzahl von 1860 bis 1950 stabil im Bereich von 1200 Einwohnern gelegen hatte, wurde seit Mitte des 20. Jahrhunderts eine Bevölkerungszunahme verzeichnet. Die Ortsbewohner von La Bâthie heißen auf Französisch Bathiolain(e)s.

## Sehenswürdigkeiten
- Ruine des Schlosses Chantemerle, Burg- und Schlossanlage aus dem 11. und 12. Jahrhundert, Residenz des Erzbischofs der Tarentaise

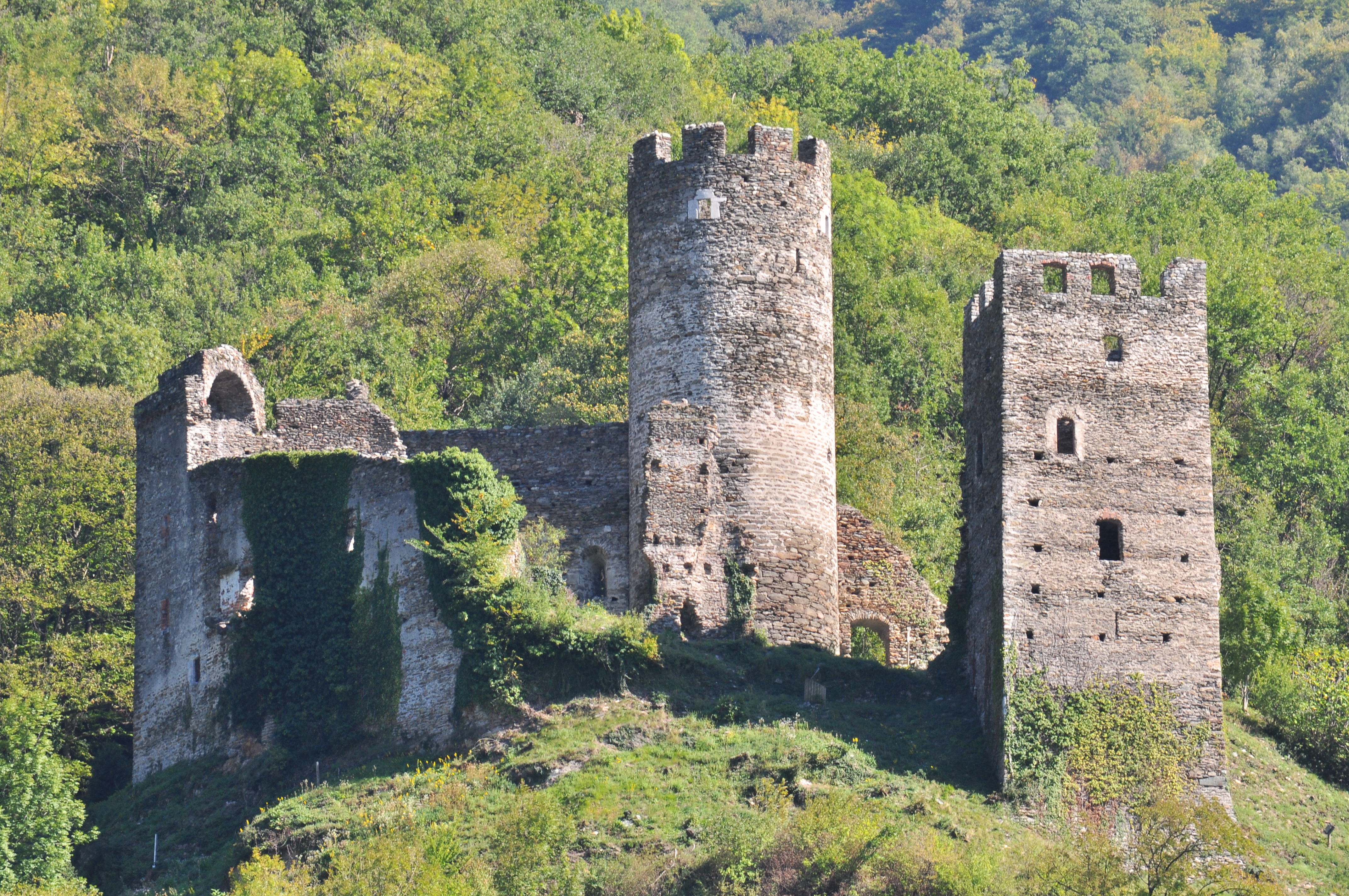
Schloss Chantemerle

- Wasserkraftwerk

## Wirtschaft und Infrastruktur
La Bâthie war bis weit ins 20. Jahrhundert hinein ein vorwiegend durch die Landwirtschaft geprägtes Dorf. Heute sind vorwiegend Betriebe des lokalen Kleingewerbes und mittelständische Betriebe ansässig. Daneben hat sich das Dorf auch zu einer Wohngemeinde entwickelt, von der etwa zwei Drittel der Erwerbstätigen in den größeren Ortschaften der Umgebung arbeiten.
Am Nordrand der Gemeinde erzeugt seit 1961 ein Wasserkraftwerk elektrische Energie. Es ist über eine Druckleitung mit der 15 km (Luftlinie) entfernten und 1200 m höher gelegenen Roselend-Talsperre verbunden, die zusammen mit der Gittaz-Talsperre und der Saint-Guérin-Talsperre einen gemeinsamen Speicherraum im Beaufortain bildet. Das Kraftwerk arbeitet mit sechs Pelton-Turbinen und erzeugt jährlich etwa eine Milliarde kWh bei einer maximalen Leistung von 550 MW. Nach Turbinendurchlauf wird das Wasser über einen Kanal an die Isère abgegeben.
Die N90 durchquert als Hauptverkehrsachse der Tarentaise das Gemeindegebiet und erschließt es mit einer Anschlussstelle. Die N90 geht talabwärts bei Albertville in die Autobahn A430 über. Eine Brücke über die Isère verbindet den Ort mit Esserts-Blay. Die Bahnstrecke Saint-Pierre-d’Albigny–Bourg-Saint-Maurice verläuft ebenfalls durch das Isère-Tal und hat einen größeren Bahnhof in Albertville. Als Flughäfen in der Region kommen Chambéry-Savoie (Entfernung 67 km) und Genf (100 km) in Frage.

### Bildung
In La Bâthie befinden sich eine Vorschule (école maternelle) und eine Grundschule (école primaire).